# Тара (Рамаяна)
Тара — в эпосе Рамаяна королева мифической страны обезьян (ванара) Кишкиндхи и жена Вали, а после его мнимой и затем действительной смерти — его брата Сугривы.
В «Рамаяне» Тара предстаёт как дочь Сусхены, обезьяньего лекаря, а в более поздних источниках — как апсара («небесная нимфа»), появившаяся в результате Пахтанья Молочного океана. Согласно эпосу, она выходит замуж за Вали и рождает ему сына по имени Ангада. После мнимой гибели Вали в битве с демоном его брат Сугрива становится королём обезьян и женится на Таре; однако Вали возвращается, восстанавливает свой брак с Тарой и изгоняет своего брата, обвинив того в предательстве.
Когда Сугрива вызывает Вали на дуэль, Тара мудро советует ему не принимать вызов, помня о союзе Сугривы с Рамой — главным героем «Рамаяны» и аватаром бога Вишну, — но Вали не слушает её и погибает от стрелы Рамы, выпущенной по воле Сугривы. «Рамаяна» и её более поздние переложения отмечают скорбь Тары. В то время как в большинстве народных версий эпоса Тара бросает проклятие на Раму силой своего целомудрия, в некоторых версиях Рама просветляет Тару.
Сугрива возвращается на престол, но проводит свои дни в разгулах и не в состоянии исполнить своё обещание — помочь Раме найти его похищенную жену Ситу. Тара, ныне вновь королева-жена Сугривы и главный дипломат, затем играет важную роль в примирении Рамы с Сугривой после усмирения Лакшманы, брата Рамы, который собирался уничтожить Кишкиндху в отместку за прежнее предательство Сугривы. После этого инцидента Тара упоминается только в отсылках к прошлому — как мать Ангады и королева-жена Сугривы, когда повествование смещается от Кишкиндхи к погодной битве на Ланке, целью которой является освобождение Ситы.
В индуизме почитаются интеллект Тары, присутствие духа, мужество и преданность мужу Вали. Она считается одной из панчхаканайя («пяти (почтенных) женщин»), произнесение имён которых, как считается, снимает грехи.